# 設拉子
設拉子（波斯語：شیراز，羅馬化：Šîrâz，[ʃiːˈrɒːz] ⓘ）地处伊朗西南部，是法爾斯省（屬於薩珊王朝時期的Pars省）和设拉子县的首府。根據2016年人口普查，設拉子县全县的人口為1,869,001，市区人口为1,565,572，是伊朗第五大城市。季节性河流库什克河（波斯語：رودخانه خشک，Roodkhaneye Khoshk，意为乾河）从市中穿过，汇入城市东侧的馬哈鲁湖。設拉子氣候溫和，是古代波斯最古老的城市之一，上千年来一直是区域贸易中心。
公元前2000年埃蘭時期泥板上有“提拉濟什（Tiraziš）”的文字，是當今發現最早提及設拉子的記錄。現代的設拉子則是由倭瑪亞王朝在公元693年所建立，或是修復，後來在9世紀的薩法爾王朝和10-11世紀的白益王朝時期逐漸壯大。在13世紀，由於城市統治者的鼓勵，加上許多波斯學者和藝術家在此匯集，設拉子成為重要的藝術和文學中心。從1750年到1800年，它是桑德王朝的首都。伊朗的兩位著名詩人哈菲茲和薩迪·設拉茲是設拉子人，他們的陵寢在城市邊界的北側。
設拉子被稱為詩人、文學、美酒（伊朗自1979年起已成為禁酒的伊斯蘭共和國）和花卉之城。由於城市中有許多花園和果樹，例如天堂花園，許多伊朗人也把它稱為花園之城。設拉子有不小的猶太人和基督徒社區。當地的工藝品有三角形鑲嵌馬賽克、銀器、和在村莊和部落編織的絨毛地毯（pile carpet）以及被稱為基里姆的跪毯。當地的重要工業產品有水泥、糖、肥料、紡織品、木器、金屬製品、和地毯等。設拉子有大煉油廠，也是重要的電器製造中心，伊朗在電子產業的投資，有53%是集中在設拉子。設拉子有伊朗的首座太陽能發電廠。當地首座風力發動機最近已安裝在附近的巴巴庫希山(Babakuhi mountain)之上。

## 地名來源

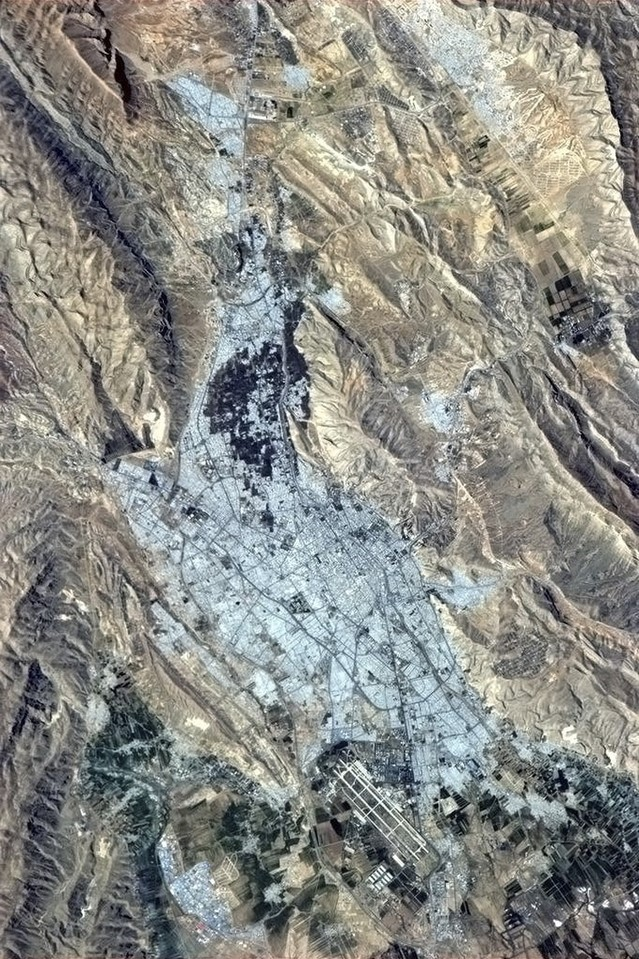
在2013年3月20（即回曆1392年的諾魯茲節），加拿大太空總署太空人克里斯·哈德菲爾德從國際太空站上所照的設拉子照片。

最早提及设拉子的文献是一片出土于1970年6月的埃兰泥板，年代约为公元前2000年，在城市西南施工建造砖厂时偶然发现。用埃兰语将此地称为Tiraziš。从发音来看，设拉子的埃兰语发音约为/tiračis/或是/ćiračis/，在古波斯语则为“سیراجیس”/širājiš/。根据波斯波利斯的考古发现结果，乔治·卡梅伦认为在埃兰时代可能就有发音接近“设拉子”的要塞存在。在公元二世纪萨珊王朝的遗迹中也发现刻有设拉子名字的封泥。根据列王纪的记录，设拉子的当地作家认为设拉子一名来自英雄统治者塔姆拉斯一个儿子的名字。

## 歷史
設拉子在中国明朝、清朝时被称为失剌思、石罗子。明初，此地原为伊利汗国总督所建的莫扎法尔王朝所据，1393年为帖木儿王朝所并，分封宗室子弟统领，近乎独立。

### 前伊斯蘭時代
在公元前7世紀晚期之前尚無確切的記載有設拉子存在，但自1933年及以後，有些考古發現，表明設拉子的遺址或附近地區可能早在公元前6世紀就有人定居。在城市周圍發現有許多薩珊王朝時期的遺跡，包括在東部的Barm-e Delak和西北的Guyim的浮雕，以及東部葵社·阿邦納瑟附近薩珊王朝堡壘廢墟，和一處叫Fahandezh的地方。Fahandezh在公元10世紀地理作品世界境域志中被提到，和設在設拉子的Shahmobad堡壘是同一處。在波斯波利斯的埃蘭時期泥板上發現有“Tirrazish”和“Shirrazish”的名稱，而在葵社·阿邦納瑟發現的薩珊王朝時代和伊斯蘭時代早期的粘土印璽，在薩珊王朝行政區阿達希爾-赫瓦拉之旁提到“設拉子”這個名字。根據外交官兼學者約翰·林伯特表示，這表明 “設拉子” 的名稱可溯源到埃蘭語的Shirrazish，這兩個名字都指存在於葵社·阿邦納瑟遺址中的人類定居點。此定居點在公元前6至8世紀繁榮發展，在建立現代設拉子之前，可能是設拉子平原的行政中心。但早期波斯語文獻中沒有提及設拉子，這表明該城市只不過是個在平原上的驛站而已。

### 伊斯蘭時代早期
目前的設拉子市是由穆罕默德·伊本·優素福·塔卡菲於公元693年所建立，或是修復，伊本·優素福·塔卡菲是倭馬亞王朝哈里發東半部的總督穆罕默德·本·尤薩夫·塔卡菲的兄弟，或者是族人名為Muhammad ibn Qasim的兄弟。阿拉伯穆斯林軍隊在公元640年至653年之間從駐紮的巴士拉發動幾次遠征，征服法爾斯廣大地區，並於641年早期佔領設拉子附近土地。這個地區沒任何城市，但有許多堡壘，他們被迫向阿拉伯人臣服。薩珊人在他們位於法爾斯的首都伊什塔克爾做頑強抵抗，直到阿拉伯人在653年經過激戰將其征服為止，在此期間，設拉子平原被用作阿拉伯人軍隊的紮營地。由於伊什塔克爾與薩珊王朝，以及祆教有深厚的聯繫，阿拉伯人安排在附近的設拉子建立一個對立的文化和行政中心。這個城市於693年首次成立之時，設計的規模比伊斯法罕大得多。然而根據約翰·林伯特的說法，至少在9世紀後期之前，設拉子與伊什塔克爾的相比較，仍然是個“地方性的落後地區”，當初設計的規模並未實現。部分原因是大部分法爾斯的祆教教徒人口不願移入伊斯蘭阿拉伯城市居住。隨著人口逐漸從祆教皈依伊斯蘭教，同時伊什塔克爾的地位衰落，設拉子逐漸成為法爾斯的中心。
根據穆斯林傳下的歷史，什葉派穆斯林伊瑪目阿里·里達在公元817/18年去世後，設拉子被他的三個兄弟用作藏身處，後來兄弟中一位的兒子，阿里·伊本·哈姆扎·伊本·穆薩在大約835年，被阿拔斯王朝當局發現並被處決。在此期間，隨著阿拔斯王朝權威的衰落，設拉子出現具有極大自治權的朝代。9世紀末，雅庫布·伊本·萊特領導下的伊朗穆斯林薩非王朝讓設拉子成為自治國的首都，這個自治國的領土涵蓋當今伊朗大部分地區。公元894年，雅庫布·伊本·萊特的兄弟和繼任者阿姆建立位於設拉子的第一座聚會清真寺，這座清真寺今日被稱為阿迪清真寺。
阿里·本·布亞所領導的白益王朝在公元933年推翻薩菲王朝，他的侄子和繼任者阿杜德·道萊在公元949年至983年間接管並統治法爾斯，並於977年把伊拉克（阿拔斯王朝哈里發的所在地）併入，以設拉子為首都，阿拔斯王朝從此成為白益王朝的傀儡國。設拉子發展成為法爾斯地區最大和最繁榮的城市，以及哈里發的重要經濟和文化中心。阿杜德·道萊在這座城市設有一座大型圖書館、一所醫院和數座清真寺、集市、商隊驛館、宮殿、和花園，而他於公元974年在城市的南部建立一個堅固的堡壘，稱為Kard Fana Khusraw。 阿杜德·道萊當年所建造的清真寺，有一座倖存到今日。當時設拉子還有兩座祆教的火神廟，提供給尚未皈依伊斯蘭教的波斯人膜拜之用。阿杜德·道萊所建的宮殿長度達約3英里，有360個房間。
在白益王朝統治下，設拉子被劃分為十二個區，並有八個城門。它的經濟繁榮源自法爾斯茂盛的農業貿易。這座市大量耗用法爾斯的農產品，如葡萄、亞麻、羊毛、棉花、秋葵，被稱為collyrium的眼藥、紫羅蘭、和棕櫚花水。當地也是地毯織工和畫家銷售他們昂貴作品的市場，足以證明當地居民的富有程度。當時的葡萄酒、穀物、黃金、和白銀是經由法爾斯的班達希拉夫和Najairam兩個港口城市出口。阿杜德·道萊在設拉子贊助科學、醫學、和伊斯蘭宗教研究。
這座城市由於統治者向蒙古帝國成吉思汗稱臣，而倖免遭到摧毀。在公元1382年，當地統治者沙阿同意臣服於入侵的帖木兒，設拉子也倖免遭到摧殘。在13世紀，由於設拉子的統治者鼓勵，以及許多波斯學者和藝術家匯集，當地成為重要的藝術和文學中心。因此，這座城市被古典地理學家Dar al-Elm稱為“知識寶庫”。在設拉子出生的詩人、神秘主義者、和哲學家，有詩人薩迪·設拉茲和哈菲茲，神秘主義者盧比含·巴克利和哲學家穆拉·沙扎。因此設拉子被暱稱為“伊朗的雅典”。早在11世紀，居住在設拉子的人口就有數十萬人。十四世紀，設拉子有六萬居民。在16世紀，當地人口為200,000人，到18世紀中葉，人口數目下降到只有55,000人。

### 薩非王朝時代

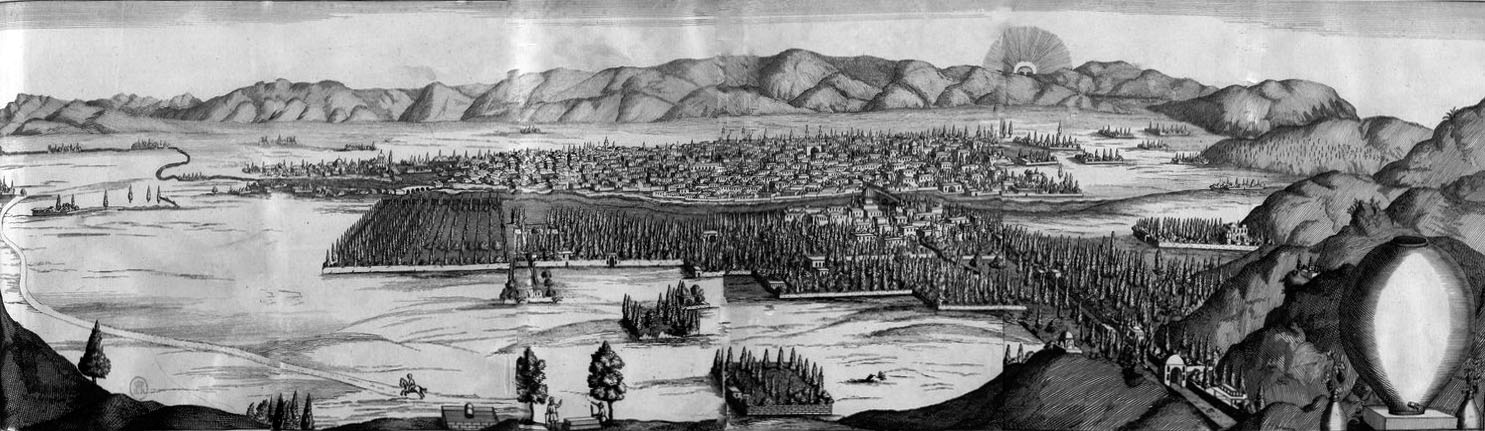
法國旅行家吉恩·沙爾丁在1670年代周遊薩菲王朝疆域時，所繪設拉子一景。

1504年，設拉子被薩非王朝的創始人伊斯瑪儀一世佔領。在整個薩非王朝時期（1501年–1722年），設拉子仍是地方性的首都，王朝派任的法爾斯總督伊瑪目 庫里汗在當地建造許多宮殿和華麗的建築，其風格與當時帝國首都伊斯法罕同期建造的風格相同。薩非王朝衰亡後，設拉子衰落過一段時期，由於阿富汗人的突襲，加上王朝總督背叛納迪爾沙而更加惡化。納迪爾沙派兵鎮壓，這座城市被圍困幾個月，最終遭到洗劫。納迪爾沙在1747年被謀殺時，設拉子的多數歷史建築遭到破壞或毀壞，人口下降只剩50,000，是16世紀的四分之一。
在桑德王朝卡里姆汗統治時，設拉子恢復繁榮，卡里姆汗於1762年把設拉子定為首都。他僱用12,000多名工人，建造一座皇城，包括有要塞、行政大樓、清真寺、和伊朗最精美的有蓋集市之一。他在城市周圍修建一條護城河，建造灌溉和排水系統，並把城牆重建。但是卡里姆汗的繼承人未能維持他的繁榮。當卡扎爾王朝的創始人阿迦·穆罕默德汗上台後，對設拉子施行報復，把當地的防禦工事摧毀，並將國都遷至德黑蘭。設拉子的地位降為省會，但由於當地是通往波斯灣貿易路線上的重要地點，仍維持有一定程度的繁榮。在卡扎爾王朝時期，只有王室人員有權擔任設拉子的總督職位。當期所建的諸多著名花園、建築物、和住宅，仍為這座城市現有的天際線增添風采。
設拉子是巴哈伊信仰聯合創始人巴孛的誕生地，他在1844年5月22日晚上，在設拉子宣布他要宣揚新的神聖啟示。因此設拉子是巴哈伊信仰的聖城，這座城市，尤其是巴孛當年的住所被定為朝聖地。由於伊朗對巴哈伊教徒採取敵視態度，這座房子不斷受到襲擊。房子在1979年受到摧毀，兩年後所在地被闢為一處公共廣場。
公元1910年，有謠傳稱猶太人在儀式時謀殺一名穆斯林女孩之後，設拉子穆斯林教徒開始對猶太區進行屠殺。在暴動過程中，有12名猶太人遭受殺害，約50人受傷，當地的6,000名猶太人財產遭到洗劫。
在巴列維王朝時期，設拉子再次受到人們關注。許多重要的地標，例如薩迪·設拉茲和哈菲茲等詩人陵墓，都已建成，並向公眾開放。
設拉子的人口自1979年伊斯蘭革命以來有顯著增加，但當地沒任何重要工業，也沒宗教或戰略意義，而只是一個行政中心。

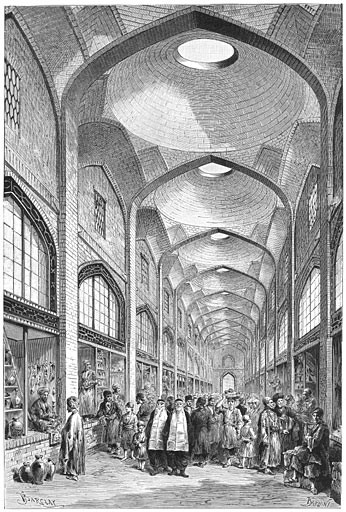
法國考古學家簡·迪烏拉福（英语：Jane Dieulafoy）1881年作品，Vakil市集（英语：Vakil Bazaar）
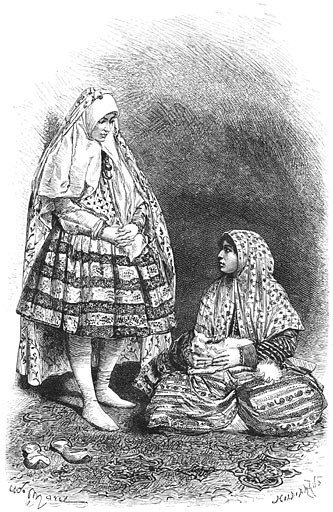
簡·迪烏拉福1881年作品，設拉子的女性
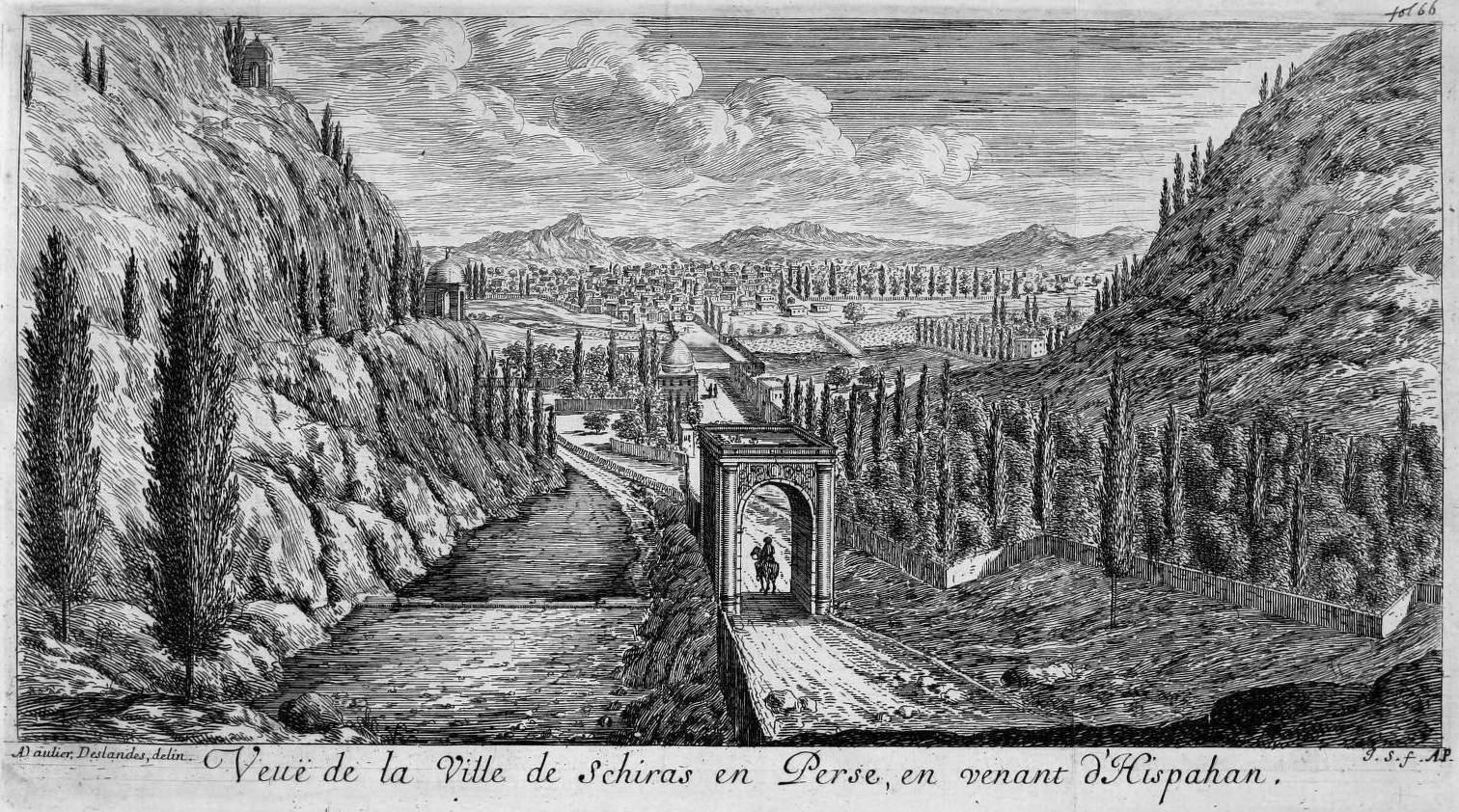
法國哲學家安德烈-弗朗索瓦·德斯蘭德斯（英语：Shiraz, André D. Deslandes）在1671所繪的設拉子。
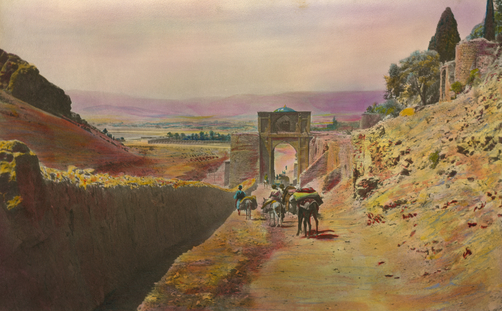
美國畫家哈羅德·韋斯頓（英语：Harold F. Weston）所繪的設拉子古蘭經門
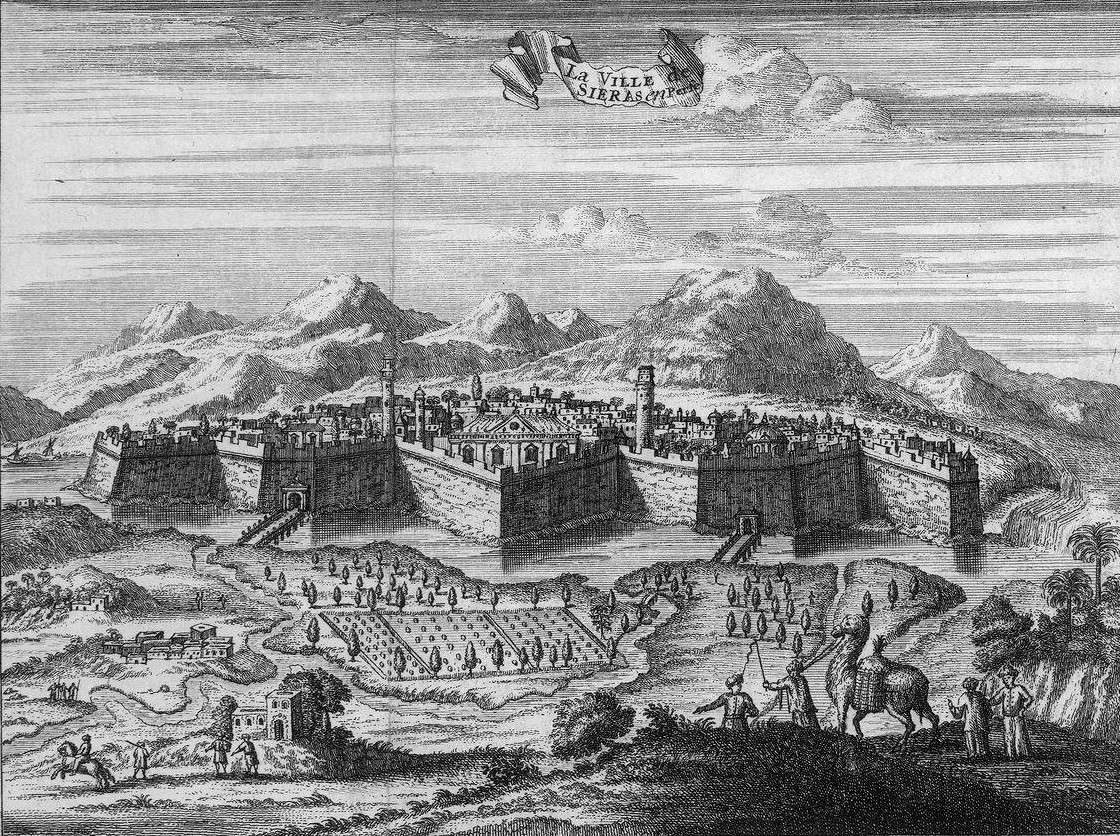
荷蘭探險家Jean Jansen Struys在1681年所繪的設拉子
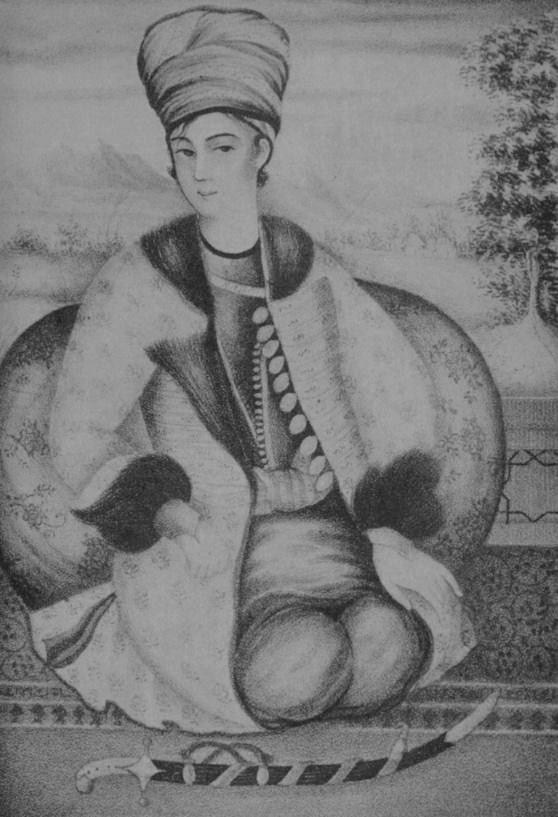
盧圖夫·阿里汗，桑德王朝最後一任伊朗沙阿

### 現代

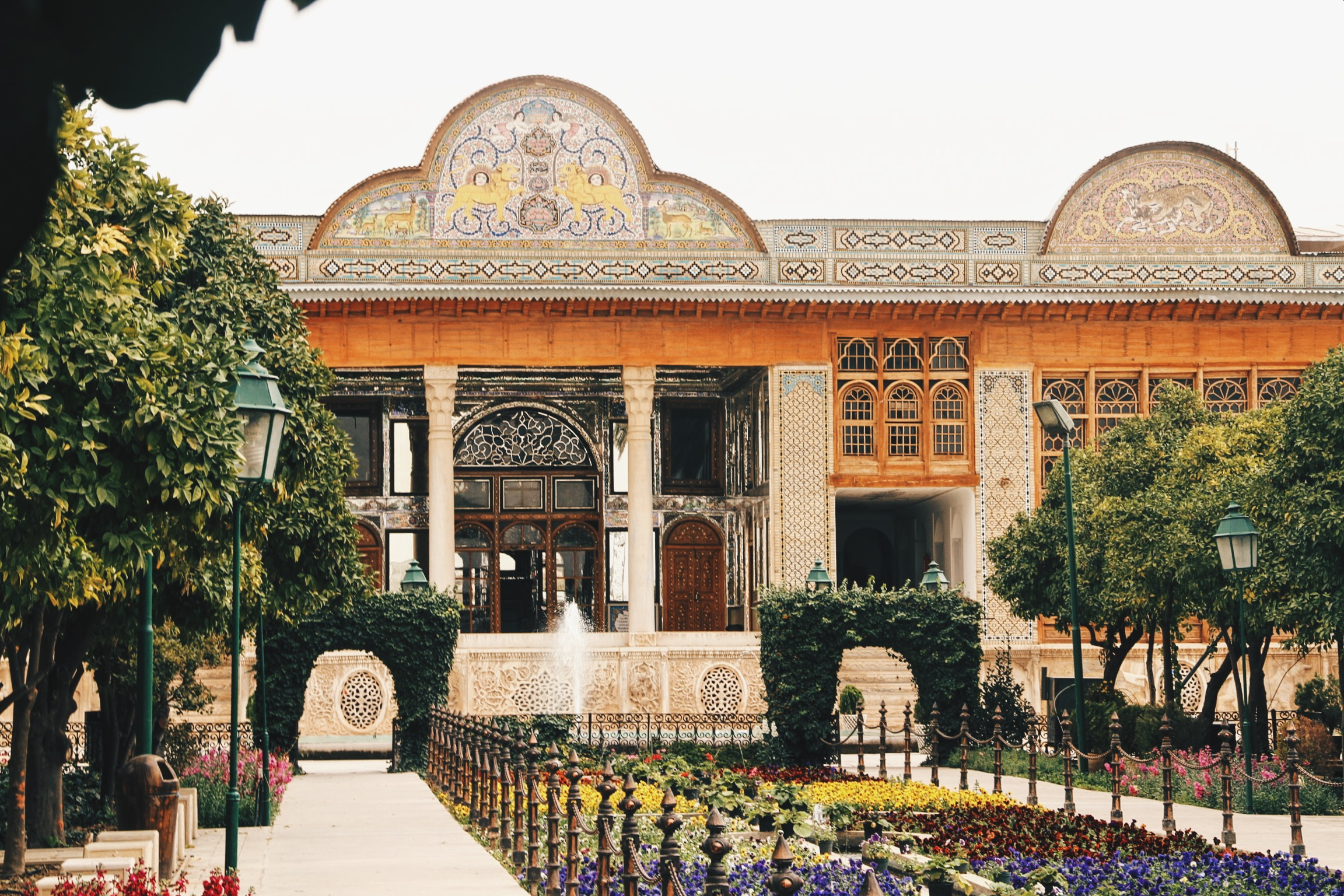
蓋瓦姆大宅

設拉子的市政府和其他相關部門已經啟動城市復原以及重建的工作。
最近的項目包括對卡里姆汗堡和瓦基爾公共澡堂的全面修復，以及對舊城區的全面保存計劃。其他重要措施有對位於阿拉-阿克巴爾（Allah-u-Akbar）峽谷內的古蘭經門和詩人夸朱 科馬尼陵墓的全面翻修，以及對兩位著名當地詩人哈菲茲和薩迪·設拉茲陵墓的修復和擴建。
目前正在進行的幾個不同建設項目，將會把城市的基礎設施達成現代化。
伊朗伊斯蘭革命之後，設拉子被重新定位為伊朗人民藝術和文化的首都。設拉子有波斯藝術、文化、和文學之都的稱號。但是，現代政府試圖將這座城市重新定位為“Sevomin haram-e ahle beit”，意為“聖徒的第三故鄉”，這些聖地指的是燈王之墓聖陵和城市中的其他一些聖地。

## 地理

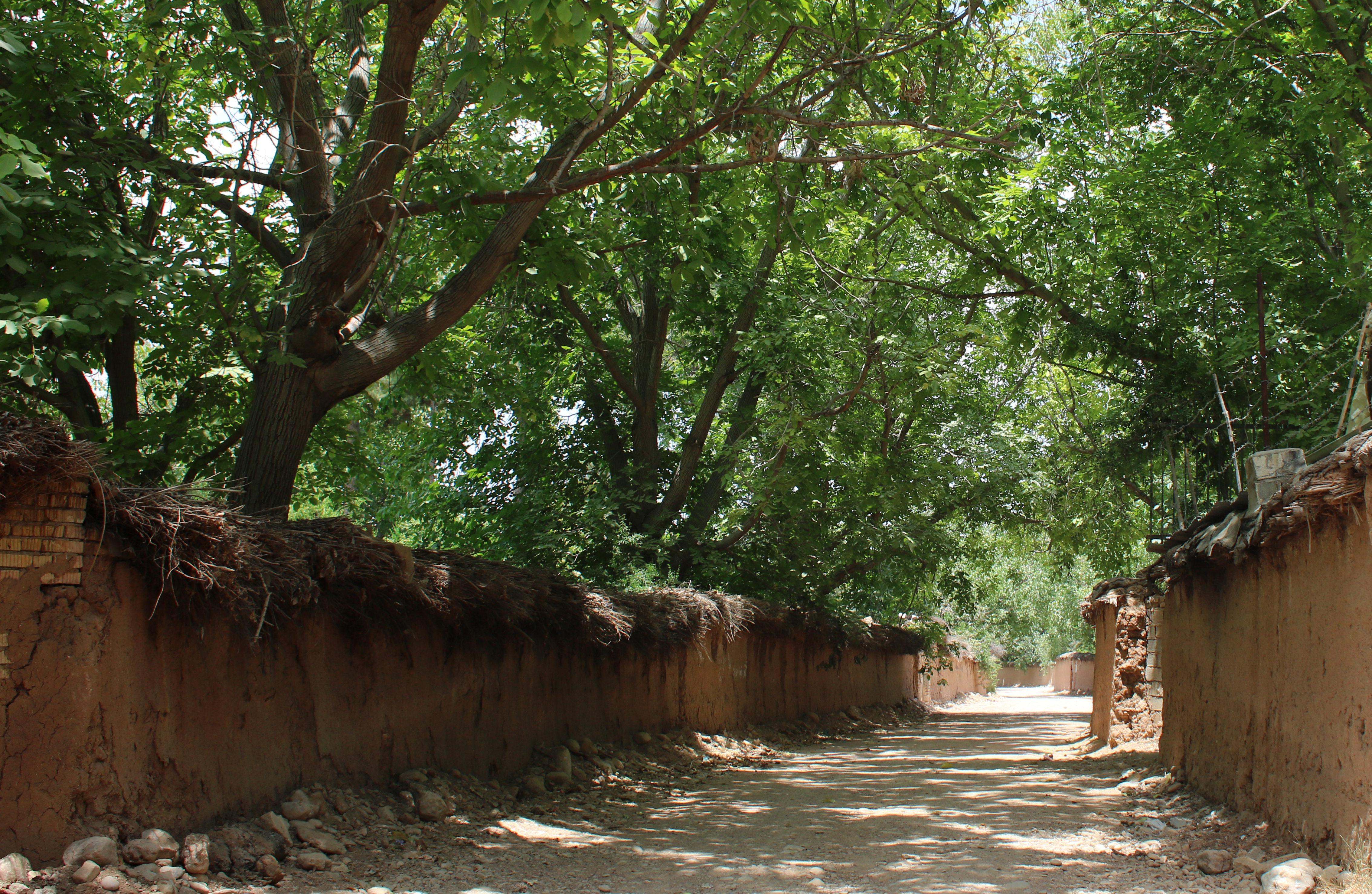
在城市北方的設拉子花園路徑，在設拉子城區擴充之前即已存在。

設拉子位於伊朗南部，克爾曼省在它的東南方。它建在海拔1,500米（4,900英尺）的紮格羅斯山脈山腳下的綠色平原上。德黑蘭位於設拉子以北800公里（500英里）處。
季節性河流庫什克河流經城市的北部，一直流向馬哈魯湖。在1920年代，該地區曾有過大片的橡樹林。
設拉子擁有相當數量的花園。由於城市人口的增長，許多這類花園可能會被開發計劃所取代。市政當局已採取一些措施來保護這些花園，但許多非法的土地開發仍會危及到這些花園。

## 氣候
設拉子的氣候四季分明，但總體上被歸為寒冷半乾旱氣候（柯本氣候分類法中的BSk類型），很接近炎熱半乾旱氣候（柯本氣候分類法中的BSh類型），或是炎熱夏季地中海氣候（柯本氣候分類法中的Csa類型）。夏季炎熱，7月的平均氣溫為38.8 °C （101.8 °F）。冬季涼爽，平均氣溫在12月和1月低於冰點。每年大約有300毫米（12英寸）的降雨，幾乎完全在冬季降下，在某些情況下，所有的雨量會在一個月（如1965年1月和2004年12月）內降完，從1965年7月到1966年6月的這一年，降雨量僅有82.9毫米（3.3英寸）。最潮濕的年份是1955/1956，降雨量為857.2毫米（33.75英寸），自1959年以來，分別在1995/1996和2004/2005，最高降雨量曾達到590毫米（23.2英寸）左右。
1998年7月12日的最高記錄溫度為43.2 °C（109.8 °F）
，最低的記錄溫度是1973年1月5日為-14 °C（7 °F）。
| Shiraz (1961–1990, extremes 1951–2010) | Shiraz (1961–1990, extremes 1951–2010) | Shiraz (1961–1990, extremes 1951–2010) | Shiraz (1961–1990, extremes 1951–2010) | Shiraz (1961–1990, extremes 1951–2010) | Shiraz (1961–1990, extremes 1951–2010) | Shiraz (1961–1990, extremes 1951–2010) | Shiraz (1961–1990, extremes 1951–2010) | Shiraz (1961–1990, extremes 1951–2010) | Shiraz (1961–1990, extremes 1951–2010) | Shiraz (1961–1990, extremes 1951–2010) | Shiraz (1961–1990, extremes 1951–2010) | Shiraz (1961–1990, extremes 1951–2010) | Shiraz (1961–1990, extremes 1951–2010) |
| 月份                                   | 1月                                    | 2月                                    | 3月                                    | 4月                                    | 5月                                    | 6月                                    | 7月                                    | 8月                                    | 9月                                    | 10月                                   | 11月                                   | 12月                                   | 全年                                   |
| -------------------------------------- | -------------------------------------- | -------------------------------------- | -------------------------------------- | -------------------------------------- | -------------------------------------- | -------------------------------------- | -------------------------------------- | -------------------------------------- | -------------------------------------- | -------------------------------------- | -------------------------------------- | -------------------------------------- | -------------------------------------- |
| 历史最高温 °C（°F）                    | 22.4 (72.3)                            | 24.0 (75.2)                            | 30.6 (87.1)                            | 34.0 (93.2)                            | 38.6 (101.5)                           | 42.0 (107.6)                           | 43.2 (109.8)                           | 42.0 (107.6)                           | 39.0 (102.2)                           | 34.4 (93.9)                            | 28.4 (83.1)                            | 23.2 (73.8)                            | 43.2 (109.8)                           |
| 平均高温 °C（°F）                      | 12.1 (53.8)                            | 14.7 (58.5)                            | 18.9 (66.0)                            | 23.8 (74.8)                            | 30.6 (87.1)                            | 36.1 (97.0)                            | 37.8 (100.0)                           | 37.0 (98.6)                            | 33.7 (92.7)                            | 27.8 (82.0)                            | 20.5 (68.9)                            | 14.4 (57.9)                            | 25.6 (78.1)                            |
| 日均气温 °C（°F）                      | 5.3 (41.5)                             | 7.7 (45.9)                             | 11.8 (53.2)                            | 16.2 (61.2)                            | 22.5 (72.5)                            | 27.7 (81.9)                            | 29.8 (85.6)                            | 28.7 (83.7)                            | 24.5 (76.1)                            | 18.4 (65.1)                            | 11.7 (53.1)                            | 6.8 (44.2)                             | 17.6 (63.7)                            |
| 平均低温 °C（°F）                      | −0.4 (31.3)                            | 1.2 (34.2)                             | 4.8 (40.6)                             | 8.5 (47.3)                             | 13.2 (55.8)                            | 17.1 (62.8)                            | 19.9 (67.8)                            | 18.8 (65.8)                            | 14.1 (57.4)                            | 8.8 (47.8)                             | 3.8 (38.8)                             | 0.5 (32.9)                             | 9.2 (48.6)                             |
| 历史最低温 °C（°F）                    | −14.0 (6.8)                            | −8.0 (17.6)                            | −4.0 (24.8)                            | −2.0 (28.4)                            | 3.0 (37.4)                             | 9.0 (48.2)                             | 14.0 (57.2)                            | 12.0 (53.6)                            | 1.0 (33.8)                             | 1.6 (34.9)                             | −8.0 (17.6)                            | −11.0 (12.2)                           | −14.0 (6.8)                            |
| 平均降水量 mm（）                      | 79.8 (3.14)                            | 49.8 (1.96)                            | 48.4 (1.91)                            | 30.6 (1.20)                            | 6.6 (0.26)                             | 0.2 (0.01)                             | 1.0 (0.04)                             | 0.1 (0.00)                             | 0.0 (0.0)                              | 5.2 (0.20)                             | 20.7 (0.81)                            | 63.2 (2.49)                            | 305.6 (12.03)                          |
| 平均降雨天数                           | 8.7                                    | 7.9                                    | 7.9                                    | 6.4                                    | 2.1                                    | 0.2                                    | 0.8                                    | 0.4                                    | 0.1                                    | 1.2                                    | 3.7                                    | 7.2                                    | 46.6                                   |
| 平均降雪天数                           | 1.5                                    | 0.6                                    | 0.0                                    | 0.0                                    | 0.0                                    | 0.0                                    | 0.0                                    | 0.0                                    | 0.0                                    | 0.0                                    | 0.0                                    | 0.6                                    | 2.7                                    |
| 平均相對濕度（％）                     | 65                                     | 58                                     | 51                                     | 46                                     | 32                                     | 22                                     | 24                                     | 24                                     | 26                                     | 34                                     | 48                                     | 61                                     | 41                                     |
| 月均日照時數                           | 217.0                                  | 218.5                                  | 236.2                                  | 247.7                                  | 324.1                                  | 357.8                                  | 344.6                                  | 329.7                                  | 318.0                                  | 297.7                                  | 238.3                                  | 216.2                                  | 3,345.8                                |
| 来源1：美國國家海洋暨大氣總署          |                                        |                                        |                                        |                                        |                                        |                                        |                                        |                                        |                                        |                                        |                                        |                                        |                                        |
| 来源2：伊朗國家氣象局(記錄)            |                                        |                                        |                                        |                                        |                                        |                                        |                                        |                                        |                                        |                                        |                                        |                                        |                                        |

## 經濟
設拉子是伊朗南部的經濟中心。某些在19世紀下半葉的發展對設拉子的經濟產生重大的改變。1869年蘇伊士運河的開放，廉價的歐洲工廠製品直接從歐洲或透過印度，大量進口到伊朗南部。農民開始大量種植經濟作物，例如罌粟、菸草、和棉花。這些作物中有許多是經過設拉子，運往波斯灣。來自法爾斯的內地商人開發出這些商品的營銷網絡，並在孟買、加爾各答、塞得港、伊斯坦堡，甚至是香港設立貿易公司。
設拉子的經濟基礎建立在當地生產的農產品，其中有葡萄、柑橘類、棉花、和稻米。工業方面則有水泥、製糖、化肥、紡織品、木製品、金屬製品、和地毯。設拉子有大型煉油廠，也是伊朗電子工業的主要中心。伊朗53％的電子投資都集中在設拉子。農業生產一直是設拉子本身及其周邊地區經濟的重要部分。部分原因是設拉子的周圍雖然是沙漠，但本身供水豐富的緣故。設拉子以地毯生產和鮮花聞名。葡萄栽培在該地區歷史悠久，以前在這裡生產設拉子葡萄酒。設拉子還是伊朗的IT、通訊、電子工業、和運輸中心。
設拉子經濟特區簡稱為SEEZ，成立於2000年，目的為促進電子和通信領域製造業發展。

## 人口統計資料
| 族裔群體   | 族裔群體   | 族裔群體 | 族裔群體 | 族裔群體 |
| ---------- | ---------- | -------- | -------- | -------- |
|            |            |          |          |          |
| 波斯人     | 波斯人     |          | 84.4%    | 84.4%    |
| 突厥語民族 | 突厥語民族 |          | 10.6%    | 10.6%    |
| 盧爾人     | 盧爾人     |          | 3.6%     | 3.6%     |
| 其他       | 其他       |          | 1.5%     | 1.5%     |

截至2011年，設拉子的人口數目為1,700,665，其中大多數是波斯人。設拉子的大部分人口信奉伊斯蘭教。設拉子也曾住有2萬名猶太人，他們之中大多數人在20世紀下半葉移民到美國和以色列。設拉子與德黑蘭和伊斯法罕兩個城市類似，是少數有較多猶太人口的伊朗城市，並且每個城市都至少有個運作正常的猶太會堂。
設拉子有相當數量的巴哈伊教徒，其人數僅次於德黑蘭。
目前，設拉子有兩個運作中的基督教教堂，一個是亞美尼亞使徒教會教堂，另一個是聖公宗(英國國教)教堂。

## 景点

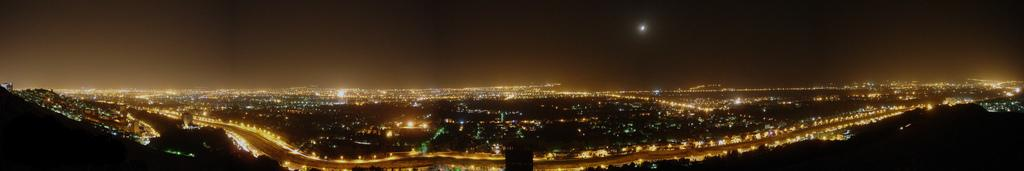
設拉子夜間全景

- 哈菲兹墓
- 莫克清真寺（粉红清真寺）
- 灯王之墓（光明王之墓）
- 天堂花园
- 古兰经门
- 卡里姆汗堡
- 萨迪墓

## 交通

### 航空
設拉子市有一座國際機場：沙希德·阿亞圖拉·達斯特蓋卜國際機場

### 火車
設拉子與伊朗其他地區的火車線路相通。設拉子火車站是伊朗佔地面積最大的火車站。設拉子有客運火車，連接伊斯法罕、德黑蘭和马什哈德。

### 公路
設拉子現有700 000輛汽車。
- 伊朗65號公路（英语：Road 65 (Iran)）
- 伊朗67號公路（英语：Road 67 (Iran)）
- 伊朗86號公路（英语：Road 86 (Iran)）

## 姐妹城市
- 中國重慶[59]
- 塞浦路斯尼科西亞[59][60]
- 塔吉克斯坦杜尚別[59]
- 土耳其安卡拉
- 德國魏瑪[59][61]
- 馬來西亞馬六甲市[62]

## 延伸阅读
[在维基数据编辑]
 《欽定古今圖書集成·方輿彙編·邊裔典·失剌思部》，出自陈梦雷《古今圖書集成》
 《明史卷三百三十二》，出自《明史》

## 外部連結
- 360° VR panorama gallery of Shiraz （页面存档备份，存于）

| 前任者： 马什哈德 | 波斯首都 1750–1794     | 繼任者： 德黑兰 |
| 前任者： -        | 桑德王朝首都 1750–1794 | 繼任者： 克尔曼 |